# Claude Petyt
Claude Petyt est un footballeur professionnel français, né le 15 avril 1944 à Lille. Il évoluait au poste de milieu de terrain.

## Carrière
- 1961-1962 :  Lille OSC (D2) : 1 match, 1 but[1]
- 1962-1963 :  Lille OSC (D2) : 4 matchs, 1 but
- 1963-1964 :  Lille OSC (D2) : pas de match en équipe première
- 1964-1965 :  Lille OSC (D1) : 12 matchs, 3 buts
- 1965-1966 :  Lille OSC (D1) : 5 matchs, 1 but
- 1966-1967 :  Lille OSC  (D1) : 36 matchs, 8 buts
- 1967-1968 :  Lille OSC  (D1) : 28 matchs, 3 buts
- 1968-1969 :  Girondins de Bordeaux (D1) : 23 matchs, 3 buts
- 1969-1970 :  Girondins de Bordeaux (D1) : 34 matchs, 10 buts
- 1970-1971 :  Girondins de Bordeaux (D1) : 30 matchs, 2 buts
- 1971-1972 :  Girondins de Bordeaux (D1) : 29 matchs, 5 buts
- 1972-1973 :  AS Monaco (D2) : 29 matchs, 6 buts
- 1973-1974 :  FC Metz (D1) : 21 matchs, 2 buts